# Andreas Schweiger (Koch)
Andreas Schweiger (* 5. März 1976 in Karlsruhe) ist ein deutscher Koch und Fernsehkoch. Einer breiten Öffentlichkeit wurde er vor allem als Protagonist der Doku-Soap Die Kochprofis – Einsatz am Herd auf RTL II bekannt.

## Leben
Schweiger begann 1993 mit 17 Jahren eine Kochlehre im Restaurant Fallert in Sasbachwalden im Schwarzwald. Sein Weg führte ihn nach der Lehre über Vincent Klinks Restaurant Wielandshöhe in Stuttgart, das Londoner Hotel Dorchester und das Hotel Krone in Herxheim schließlich nach München, wo er unter Holger Stromberg im Mandarin Oriental tätig war. Im Jahr 2003 wurde Schweiger im Restaurant Cocoon in München erstmals Küchenchef, 2005 im G-Munich, erneut unter Holger Stromberg. 
2006 machte er sich mit dem Restaurant schweiger² in München selbstständig, das er mit seiner Frau Franziska („Franzi“) Schweiger (* 1983), einer Konditorin, leitete. Ende 2016 übergab er sein Restaurant an seinen Küchenchef Dominik Käppeler. 
Von 2009 bis 2019 war Schweiger im Köcheteam der Doku-Soap Die Kochprofis – Einsatz am Herd präsent. Er ist Mitglied in der Köchevereinigung der Jungen Wilden.
Gegenwärtig ist er einer der Köche in der Ratgebersendung ARD-Buffet im Ersten.

## Auszeichnungen
- Guide Michelin: (2009–2016) 1 Stern
- Gault Millau: (2015) 16 Punkte
- Der Feinschmecker: (2016) 3 F
- Prinz Top Guide: Platz 1 International[7]